# Per Strand Hagenes
Per Strand Hagenes (né le 10 juillet 2003 à Sandnes) est un coureur cycliste norvégien.

## Biographie
Comme de nombreux jeunes Norvégiens, Per Strand Hagenes commence la pratique sportive par le ski de fond, où il s'aligne sur des compétitions jusqu'en 2020. Chez les juniors (moins de 19 ans), il s'essaye au cyclisme. Sans compétition préalable, il devient dès ses débuts champion de Norvège sur route et du contre-la-montre lors de sa première année en tant que junior. Au cours de la saison 2021, il conserve son titre national sur la course en ligne et se classe deuxième du contre-la-montre. La même année, il fait figure de meilleur junior sur le calendrier international, aux côtés de Romain Grégoire et Cian Uijtdebroeks. Il remporte coup sur coup la One Belt One Road Nation's Cup Hungary et la Course de la Paix juniors, deux courses par étapes comptant pour la Coupe des Nations Juniors. En septembre, il est médaillé d'argent du championnat d'Europe sur route juniors, battu au sprint par Romain Grégoire. Deux semaines plus tard, il prend sa revanche en devenant en solitaire champion du monde sur route juniors devant Grégoire. À la fin de la saison, il termine troisième au sprint de Paris-Roubaix juniors, gagné par son compatriote Stian Fredheim, permettant à la Norvège de remporter largement le classement général de la Coupe des Nations Juniors.

### 2022
En 2022, il rejoint l'équipe Jumbo-Visma Development, réserve de la formation World Tour Jumbo-Visma. Le 3 avril, il obtient son premier succès dans le calendrier espoir (moins de 23 ans), lors de la dernière étape du Triptyque des Monts et Châteaux. Il se classe troisième du général final et gagne le classement des jeunes et par points. Le 21 avril, Jumbo-Visma annonce que Per Strand Hagenes rejoindra l'équipe première en 2024 et qu'il a un contrat avec cette formation jusqu'en fin d'année 2026.

### 2023
En 2023, il remporte le Tour de Drenthe puis le contre-la-montre de l'Olympia's Tour en mars. En mai, il est le seul à pouvoir suivre une attaque de Romain Grégoire lors du final de l'étape-reine des Quatre Jours de Dunkerque. À l'arrivée, Hagenes devance Grégoire qui de son côté endosse le maillot rose de leader.  Le 3 octobre, il gagne en solitaire le Tour de Münster, sa première victoire dans une course UCI ProSeries.

## Palmarès
| - 2020 - Champion de Norvège sur route juniors - Champion de Norvège du contre-la-montre juniors - Tour Te Fjells juniors : - Classement général - 1re (contre-la-montre) et 3e étapes - 2e du championnat de Norvège du contre-la-montre par équipes juniors - 2021 - Champion du monde sur route juniors - Champion de Norvège sur route juniors - Champion de Norvège du contre-la-montre par équipes juniors - 2e étape secteur B d'Aubel-Thimister-Stavelot - One Belt One Road Nation's Cup Hungary : - Classement géneral - Prologue et 2e étape - Course de la Paix juniors : - Classement géneral - 3e étape - Médaillé d'argent du championnat d'Europe sur route juniors - 2e du championnat de Norvège du contre-la-montre juniors - 2e d'Aubel-Thimister-Stavelot - 3e de Paris-Roubaix juniors - 6e du championnat d'Europe du contre-la-montre juniors | - 2022 - 3e étape secteur B du Triptyque des Monts et Châteaux - 2e étape du Tour de Haute-Autriche - Paris-Tours espoirs - 3e du Triptyque des Monts et Châteaux - 3e du Giro del Belvedere - 2023 - Tour de Drenthe - 1re étape de l'Olympia's Tour (contre-la-montre) - 5e étape des Quatre Jours de Dunkerque - Tour de Münster - 2024 - 3e du Renewi Tour - 5e du Grand Prix cycliste de Québec - 2025 - 3e étape de Paris-Nice (contre-la-montre par équipes) |

## Classements mondiaux
| Année                                 | 2022 | 2023 | 2024 |
| ------------------------------------- | ---- | ---- | ---- |
| Classement mondial                    | 546e | 230e | 153e |
| UCI Europe Tour                       | 426e | 184e | 124e |
|                                       |      |      |      |
| Légende : nc = non classéSource : UCI |      |      |      |